# Buckingham (Illinois)
Pour les articles homonymes, voir Buckingham.
Buckingham est un village du comté de Kankakee, dans l'Illinois, aux États-Unis. Il est incorporé le 14 août 1902. Lors du recensement de 2010, la ville comptait une population de 237 habitants.